# San Javier (departement van Santa Fe)
San Javier (Santa Fe) is een departement in de Argentijnse provincie Santa Fé. Het departement (Spaans:  departamento) heeft een oppervlakte van 6.929 km² en telt 29.912 inwoners.

## Plaatsen in departement San Javier
- Alejandra
- Cacique Ariacaiquín
- Colonia Durán
- La Brava
- Romang
- San Javier